# Barking (Suffolk)
Barking is een civil parish in het bestuurlijke gebied Mid Suffolk, in het Engelse graafschap Suffolk met 446 inwoners.